# Karongazaur
Karongazaur (Karongasaurus gittelmani) – dinozaur z grupy tytanozaurów (Titanosauria); jego nazwa znaczy "jaszczur z (dystryktu) Karonga".
Żył w okresie wczesnej kredy (ok. 125-112 mln lat temu) na terenach południowej Afryki. Długość ciała ok. 9 m, wysokość ok. 3 m, masa ok. 1 t. Jego szczątki znaleziono w Malawi (w dystrykcie Karonga).